# Hercostomus krivosheinae
Hercostomus krivosheinae är en tvåvingeart som beskrevs av Grichanov 1999. Hercostomus krivosheinae ingår i släktet Hercostomus och familjen styltflugor.
Artens utbredningsområde är Uganda. Inga underarter finns listade i Catalogue of Life.